# Vordere Kesselschneid
Vordere Kesselschneid je s výškou 2002 m n. m. nejvyšším vrcholem Zahmen Kaiser, severní části Kaisergebirge v Tyrolsku.
Vrchol se nachází jihovýchodně od hojně navštěvované Pyramidenspitze a je od ní oddělen asi 50 m hlubokým sedlem. Na východě vybíhá z hory dlouhý skalnatý hřeben, částečně porostlý kosodřevinou, který se táhne přes Hintere Kesselschneid (1995 m n. m.) až k Rosskaiser (1970 m n. m.). Na severu se lomí strmými skalními stěnami do Winkelkaru, na západě se k němu připojuje rozsáhlá náhorní plošina Zahmen Kaiser s Pyramidenspitze a na jihu se hory převážně drsně svažují do Kaisertalu.

## Trasy
Nejjednodušší a nejčastější cesta na Vordere Kesselschneid vede od severozápadu od Pyramidenspitze. Odtud je třeba sestoupit asi 50 metrů do sedla a pak vystoupit bez cesty, ale bez obtíží, po travnatém svahu na vrchol se Steinmandlem; doba chůze z Pyramidenspitze 20 minut.